# Shameless $uicide
Shameless $uicide — тридцать седьмой мини-альбом американского дуэта $uicideboy$ и американского рэпера Shakewell, выпущенный 24 февраля 2023 года на лейбле $uicideboy$ G*59 Records.

## История
15 февраля 2023 года вышел сингл с альбома под названием «Big Shot Cream Soda».

## Список треков
| №                   | Название                                             | Длительность |
| ------------------- | ---------------------------------------------------- | ------------ |
| 1.                  | «Shameless $uicide»                                  | 4:03         |
| 2.                  | «Whole Lotta Grey»                                   | 3:06         |
| 3.                  | «Gutter Bravado»                                     | 2:26         |
| 4.                  | «Went to Rehab and All I Got Was This Lousy T-Shirt» | 2:03         |
| 5.                  | «Six Lines, Two Dragons, and a Messiah»              | 2:46         |
| 6.                  | «Big Shot Cream Soda»                                | 3:15         |
| Общая длительность: | Общая длительность:                                  | 17:39        |

## Чарты
| Чарт (2023)                            | Высшая позиция |
| -------------------------------------- | -------------- |
| Финляндия (Suomen virallinen lista)    | 39             |
| Новая Зеландия (RMNZ)                  | 39             |
| США (Billboard 200)                    | 50             |
| США Top R&B/Hip-Hop Albums (Billboard) | 25             |
| США Independent Albums (Billboard)     | 10             |